# Жанаталап (Кегенский район)
Жанаталап (каз. Жаңаталап) — село в Кегенском районе Алматинской области Казахстана. Входит в состав Алгабасского сельского округа. Код КАТО — 195833200.

## Население
В 1999 году население села составляло 832 человека (444 мужчины и 388 женщин). По данным переписи 2009 года, в селе проживали 763 человека (395 мужчин и 368 женщин).